# Californisch stormvogeltje
Het Californisch stormvogeltje (Hydrobates homochroa synoniem: Oceanodroma homochroa) is een vogel uit de familie der Hydrobatidae (Noordelijke stormvogeltjes). Het is een bedreigde, endemische vogelsoort die alleen broedt op eilanden nabij de Californische kust.

## Kenmerken
De vogel is 20 cm lang. De vogel is lastig te determineren. De soort verschilt van de andere stormvogeltjes door lichtgrijze randen op de bovenstaartdekveren en een grijze waas op de ondervleugel.

## Verspreiding en leefgebied
Deze vogel broedt op kleine rotseilanden die liggen in een strook tussen Mendocino County (Californië) tot aan Baja California Sur (Mexico). De vogels broeden daar in holen of rotsspleten. De broedperiode duurt van februari tot in oktober. De voortplantingscyclus verloopt niet synchroon, sommige vogels beginnen pas met de eileg, terwijl andere paren al bijna uitgevlogen jongen hebben.

## Status
Het Californisch stormvogeltje heeft een beperkt broedgebied en daardoor is de kans op uitsterven aanwezig. De grootte van de populatie werd in 2018 door BirdLife International geschat op 3,5 tot 6,7 duizend volwassen individuen en de populatie-aantallen nemen af door predatie door feitelijk inheemse vogelsoorten die toenemen zoals de  holenuil (Athene cunicularia) en de Californische meeuw (Larus occidentalis), maar ook door uitheemse, invasieve soorten zoals huismuis en zwarte rat. Om deze redenen staat deze soort als bedreigd op de Rode Lijst van de IUCN.